# Paweł Chmieliński
Paweł Chmieliński (ur. 17 maja 1979 w Koninie) – polski ekonomista, doktor habilitowany nauk społecznych w dyscyplinie ekonomia i finanse, profesor Instytutu Rozwoju Wsi i Rolnictwa PAN, specjalizujący się w ekonomii politycznej, problematyce rozwoju wsi i systemów żywnościowych, polityce naukowej oraz w procesach integracji europejskiej.
Od 2012 roku jest współorganizatorem i koordynatorem Europejskiej Sieci Rozwoju Obszarów Wiejskich, od 2018 roku przewodniczący stowarzyszenia.

## Wykształcenie i kariera zawodowa
Absolwent (2001) studiów inżynierskich na Wydziale Budowy Maszyn i Zarządzania Politechniki Poznańskiej. W 2001 w ramach programu Tempus odbył jednosemestralne studia International Business Class w Noordelijke Hogeschool Leeuwarden w holenderskiej Fryzji /obecnie: NHL Stenden Hogeschool/ oraz trzymiesięczny staż w Philips DAP Drachten. W 2003 roku uzyskał stopień magistra ekonomii na Wydziale Zarządzania Akademii Ekonomicznej w Poznaniu.
W 2006 roku ukończył dzienne studia doktoranckie w Kolegium Zarządzania i Finansów Szkoły Głównej Handlowej w Warszawie. Doktorat obronił w 2011 w Instytucie Ekonomiki Rolnictwa i Gospodarki Żywnościowej – Państwowy Instytut Badawczy, na podstawie pracy pt. Kapitał społeczny jako czynnik rozwoju lokalnego na przykładzie realizacji programu Leader. W 2020 roku, decyzją Rady Naukowej Instytutu Ekonomiki Rolnictwa i Gospodarki Żywnościowej – PIB, uzyskał stopień naukowy doktora habilitowanego nauk społecznych w dyscyplinie ekonomia i finanse, w oparciu o dorobek naukowy oraz publikację Przedsiębiorczość i polityka gospodarcza w wielofunkcyjnym rozwoju obszarów wiejskich w Polsce.
Przez wiele lat związany zawodowo z Instytutem Ekonomiki Rolnictwa i Gospodarki Żywnościowej – PIB (IERiGŻ-PIB), w 2005 jako ekonomista, od 2006 r. jako asystent, a następnie od 2011 r. jako adiunkt w Zakładzie Polityki Społecznej i Regionalnej, a od roku 2020 w Zakładzie Ekonomii i Polityki Rolnej oraz Rozwoju Obszarów Wiejskich. W latach 2008–2020 członek Rady Naukowej IERiGŻ-PIB, a w okresie 2011–2020 pełnił funkcję Sekretarza Rady.
W 2013 roku powołany przez Marszałka Województwa Mazowieckiego na członka Rady Społecznej Doradztwa Rolniczego przy Mazowieckim Ośrodku Doradztwa Rolniczego, gdzie pełnił funkcje: Zastępcy Przewodniczącego i Przewodniczącego Rady do 2016 roku.
W latach 2016–2020 aktywnie uczestniczył w pracach zespołów roboczych Ministerstwa Rolnictwa i Rozwoju Wsi: Transfer wiedzy pomiędzy nauką i praktyką, Przedsiębiorczość wiejska i otoczenie biznesu, Infrastruktura obszarów wiejskich.
Od 2021 profesor nadzwyczajny w Instytucie Rozwoju Wsi i Rolnictwa Polskiej Akademii Nauk. W styczniu 2022 przejął kierownictwo Zakładu Integracji Europejskiej IRWiR PAN od prof. dr hab. Jerzego Wilkina.
Od 2021 ekspert, a następnie członek Think Tank Narodowego Centrum Badań i Rozwoju.
Wykonawca, współautor i autor badań oraz kierownik zespołów badawczych kilkunastu projektów międzynarodowych, w tym m.in. w ramach programu Horyzont 2020 oraz Horyzont Europa, Interreg, Międzynarodowego Funduszu Wyszehradzkiego, Swedish Institue, Global Development Network.
Odbył staże jako naukowiec wizytujący (visiting fellow) w Portsmouth Business School przy Uniwersytecie w Portsmouth (Wielka Brytania), w Sogn og Fjordane University College przy Western Norway University of Applied Sciences (Norwegia) oraz jako profesor wizytujący (visiting professor) w Università degli studi di Foggia (Włochy).

## Członkostwo w organizacjach naukowych i społecznych[1][2]
- od 2019: członek Polskiego Towarzystwa Geograficznego – Komisja Obszarów Wiejskich.

- od 2019: przewodniczący Tematycznej Grupy Roboczej ds. Systemów Żywnościowych (Thematic Working Group on Food Systems – TWG FS) w ramach inicjatywy BIOEAST, dotyczącej współpracy makroregionalnej w obszarze badań i innowacji na rzecz rolnictwa i biogospodarki pomiędzy 11 państwami Europy Środkowo-Wschodniej. Działania grupy skupiają się na wypracowaniu strategicznej agendy badawczej w obszarze zrównoważonych systemów żywnościowych, jednocześnie prowadząc dialog z administracją UE w zakresie kształtowania programów pracy Horyzont Europa oraz innych inicjatyw, ważnych dla sektora nauki i innowacji makroregionu.

- od 2018: członek reprezentujący Polskę w grupie Food Systems Strategic Working Group w EU Standing Committee on Agricultural Research (SCAR), gdzie zajmuje się wyznaczaniem kluczowych problemów polityki i infrastruktury badawczej UE w zakresie rozwoju systemów żywnościowych.

- od 2015: członek i wiceprzewodniczący Rady Lokalnej Grupy Działania „Zielone Sąsiedztwo”.

- od 2015: członek European Association of Agricultural Economists (EAAE).

- od 2013: członek Balkan Scientific Association of Agricultural Economists (BSAAE).

- od 2012: prezes zarządu Europejskiej Sieci Rozwoju Obszarów Wiejskich (ERDN – European Rural Development Network).

- od 2010: członek Regional Studies Association (RSA).

## Działalność redakcyjno-recenzyjna
- od 2018: członek Komitetu Redakcyjnego czasopisma: AIC Economics and Management (ISSN 2310-9262).

- 2017–2018: recenzent unijnej Agencji ds. Badań Naukowych (Research Executive Agency – REA) w programie H2020 Marie Skłodowska- Curie Action(inne języki) Individual Fellowships (ocena 16 wniosków składanych w obszarze ekonomia/nauki społeczne).

- od 2012: redaktor naczelny rocznika naukowego: Rural Areas and Development (ISSN 2657-4403)[5].

Znajduje się na liście recenzentów rozdziałów i całych monografii wydawnictw polskich i zagranicznych (w tym m.in. Springer czy Routledge) oraz następujących czasopism naukowych: Journal of Rural Studies, British Food Journal, Regional Studies, Sustainability, Land, International Journal of Environmental Research and Public Health, Healthcare, Horticulture, Applied Sciences, International Journal of Food System Dynamics, Studies in Agricultural Economics, European Countryside, Journal of Agribusiness and Rural Development, Zeszyty Naukowe SGGW, Intercathedra, Rural Areas and Development, Journal of Co-operative Organization and Management, Wiadomości Statystyczne, Economics of Agriculture,

## Wybrane publikacje
Autor ponad 120 publikacji z zakresu rozwoju wsi i rolnictwa, polityki regionalnej i przedsiębiorczości.
Monografie
- Chmieliński P. (2019). Przedsiębiorczość i polityka gospodarcza w wielofunkcyjnym rozwoju obszarów wiejskich w Polsce. Warszawa: IERiGŻ-PIB. ISBN 978-83-7658-800-1. (Seria: Studia i Monografie / Instytut Ekonomiki Rolnictwa i Gospodarki Żywnościowej ; 175).
- Bara S., Chmieliński P., Gospodarowicz M., Oliński M., Popescu G., Wasilewski A. (red. A. Wasilewski) (2016). Potencjał niepublicznych instytucji otoczenia biznesu w aspekcie adaptacji zewnętrznych instrumentów dla polityki innowacyjności. Warszawa: IERiGŻ-PIB. ISBN 978-83-7658-639-7 (Seria: Monografie Programu Wieloletniego; 30, Rolnictwo Polskie i UE 2020+: wyzwania, szanse, zagrożenia, propozycje: Program Wieloletni 2015–2019).
- Hadyński J., Kiryluk-Dryjska E., Chmieliński P. (2015). Program Leader w zrównoważonym rozwoju obszarów wiejskich. Warszawa: IERiGŻ-PIB. ISBN 978-83-7658-563-5.
- Chmieliński P. (2006). Regionalne zróżnicowanie w rozwoju rolnictwa i obszarów wiejskich w Polsce a efektywność wykorzystania środków wsparcia wspólnej polityki rolnej. Warszawa: IERiGŻ-PIB. (Seria: Studia i Monografie – Instytut Ekonomiki Rolnictwa i Gospodarki Żywnościowej ; 138).
- Karwat-Woźniak B., Chmieliński P. (red. A. Sikorska) (2005). Population and labour in family farming in Poland. (transl. Dariusz Sielski). Warsaw: Institute of Agricultural and Food Economics. National Research Institute. ISBN 83-89666-69-3.

Redakcje monografii
- Potori N., Chmieliński P., Fieldsend A.F. (red.) (2014). Structural changes in Polish and Hungarian agriculture since EU accession: Lessons learned and implications for the design of future agricultural policies. Budapest: Research Institute of Agricultural Economics. ISBN 978-9-634915-88-1.
- Chmieliński P., Baer-Nawrocka A. (red.) (2013). Knowledge as a factor of rural development. Warszawa-Poznań: IERiGŻ-PIB. ISBN 978-83-7658-378-5.

Artykuły naukowe
- Chmieliński P., Wrzaszcz W., Zieliński M., Wigier, M. (2022). Intensity and biodiversity: The ‘Green’ potential of agriculture and rural territories in Poland in the context of sustainable development. Energies, 15(7). doi:10.3390/en15072388
- Chmielinski P., Pawlowska A., Bocian M., Osuch, D. (2019). The land is what matters: Factors driving family farms to organic production in Poland. British Food Journal, 121(6), 1354–1367. doi:10.1108/BFJ-05-2018-0338
- Chmieliński P., Faccilongo N., Fiore M., La Sala P. (2018). Design and implementation of the local development strategy: A case study of Polish and Italian local action groups in 2007–2013. Studies in Agricultural Economics, 120(1), 25–31. doi:10.7896/j.1726
- Chmieliński P., Karwat-Woźniak B. (2015). Changes in population and labour force in family farming in Poland. Studies in Agricultural Economics, 117(3), 140–146. doi:10.7896/j.1511
- Chmieliński P. (2011). On community involevement in rural development – a case of leader programme in Poland. Economics and Sociology, 4(2), 120–128. doi:10.14254/2071-789X.2011/4-2/11
- Trzcieliński S., Chmieliński P., Frontczak, T. (2002). Syndrom końca roku w zarządzaniu inwestycjami. Metoda rozwiązywania problemu i studium przypadku. Zeszyty Naukowe Politechniki Poznańskiej. Organizacja i Zarządzanie, 34, 132–141.

## Zainteresowania badawcze
Zajmuje się problematyką przemian społeczno-gospodarczych i instytucjonalnych zachodzących na obszarach wiejskich, ewolucją i transformacją systemów żywnościowych, ekonomią polityczną, procesami integracji Europejskiej ze szczególnym uwzględnieniem krajów Europy Środkowo-Wschodniej oraz rozwojem pozarolniczych funkcji wsi, przedsiębiorczość i aktywność społeczności lokalnej.

## Prywatnie
Miłośnik literatury biograficznej, psychologii społecznej i muzyki.